# ژولت گاسپار
ژولت گاسپار (به انگلیسی: Zsolt Gáspár) (زادهٔ ۱۷ مهٔ ۱۹۷۷) شناگر اهل مجارستان است.